# Бересфорд, Генри, 3-й маркиз Уотерфорд
Генри де Ла Поэр Бересфорд, 3-й маркиз Уотерфорд (англ. Henry de La Poer Beresford, 3rd Marquess of Waterford; 26 апреля 1811 — 29 марта 1859) — англо-ирландский аристократ, именовавшийся лордом Генри Бересфордом с 1811 по 1824 год и графом Тироном с 1824 по 1826 год. Кавалер Ордена Святого Патрика в 1845 году.

## Ранняя жизнь
Родился 26 апреля 1811 года. Второй сын Генри Бересфорда, 2-го маркиза Уотерфорда (1772—1826), и леди Сюзанны Карпентер (? — 1827), дочери Джорджа Карпентера, 2-го графа Тироконнелла. Получил образование в Итонском колледже и колледже Крайст-черч в Оксфорде.
В 1824 году после смерти своего старшего брата Джорджа Бересфорда, графа Тирона, Генри Бересфорд стал очевидным наследником маркизата. 16 июля 1826 года после смерти своего отца он унаследовал титул 3-го маркиза Уотерфорда и стал членом Палаты лордов Великобритании.

## Первый, кто «раскрасит город в красный цвет»
Рано утром в четверг, 6 апреля 1837 года, Генри Бересфорд, 3-й маркиз Уотерфорд, и его друзья по охоте на лис прибыли в Мелтон-Моубрей к платной дороге Торп-Энд. Они сильно пили на скачках в Крокстоне, и понятно, что сборщик пошлины просил заплатить, прежде чем он откроет для них ворота. К несчастью для него, шел какой-то ремонт, а рядом лежали лестницы, кисти и горшки с красной краской; маркиз и его друзья схватили их и напали на сборщика пошлин, покрасив его и вмешавшегося констебля в красный цвет. Затем они прибили дверь пункта сбора пошлин и покрасили в красный цвет, прежде чем двинуться в город с украденным оборудованием.
Они неистовствовали по Звериному рынку (ныне Шеррард-стрит), через Маркет-плейс и на Бертон-стрит, красили двери, когда они проходили, дергали дверные молотки и опрокидывали цветочные горшки. У Red Lion (ныне часть отеля Harborough) они сняли вывеску и бросили ее в канал. В трактире «Старый лебедь» на рыночной площади, рядом с тем, что сейчас является виноградником, маркиза взяли на плечо другого человека, чтобы он покрасил вырезанный там знак «Лебедь трактир» в красный цвет. (в 1988 году, когда обрушилось старое Лебединое крыльцо, на спине резного лебедя, снятого для реставрации, были обнаружены следы красной краски). Они также разгромили почтовое отделение и банковскую компанию Лестершира, прежде чем попытаться опрокинуть фургон, в котором спал человек.
Одиночные полицейские периодически пытались вмешаться, но их избивали и выкрашивали в красный цвет за беспокойство. В конце концов прибыло больше полицейских и схватило одного из мужчин, Эдварда Рейнарда, который был помещен в тюрьму Брайдвелл. Остальные быстро вернулись и спасли его, взломав три замка и избив двух констеблей, угрожая им убийством, если они не предъявят ключ. На следующий день поднялся шум; когда маркиз Уотерфорд, наконец, протрезвел, он оплатил весь ущерб, нанесенный людям и имуществу, но группа все же предстала перед судом присяжных Дерби в июле 1838 года. Они были признаны невиновными в массовых беспорядках, но были оштрафованы на 100 фунтов стерлингов. каждый за обычное нападение, значит, немалую сумму. После инцидента фраза «покрасить город в красный цвет» вошла в язык.

## Скандал в Бергене, Норвегия
В конце лета 1837 года маркиз и сопровождающие его лица отправились в прогулочный круиз на яхте «Шарлотта», принадлежащей Королевской яхтенной эскадрилье, в морской порт Берген в Норвегии, якобы с целью достичь Северного полюса. Согласно современному сообщению в The Times, маркиз вместе с местной девушкой стал участником беспорядка, и ему ударила по голове «утренняя звезда» местного сторожа. Жизнь маркиза была в опасности, но он выздоровел после периода, проведенного в местной больнице, и его поведение было рассмотрено в суде. Сообщалось, что «маркиз Уотерфорд полностью выздоровел, его судили в Бергене, и приговор был вынесен, он был освобожден от обвинений, а сторож — от дальнейшего судебного преследования, последний должен оплатить издержки» — из-за перехвата местный британский консул.
Наконец, 18 сентября The Times должным образом напечатала краткую сводку событий, в которой говорилось: «Маркиз Уотерфорд, который некоторое время спустя получил серьезные травмы, которые его светлость и его друзья с удовольствием называют шуткой, в Бергене, является совершенно выздоровел и прибыл, как мы понимаем, в эту страну. Один из отряда маркиза прибыл сюда во вторник в отель Дугласа, а на следующий день уехал на юг. Мы полагаем, что вся группа прибыла на яхте маркиза в Абердин из Норвегии».

## Джек-прыгун
Популярный слух, который ходил еще в 1830-х годах, утверждал, что лорд Уотерфорд был главным подозреваемым в феномене «Джека-прыгуна». Однако, поскольку действия этого персонажа продолжались после его смерти в 1859 году, маркиз Уотерфорд не может нести исключительную ответственность.
То, что у лорда Уотерфорда была определенная роль, было признано несколькими современными авторами, которые предполагают, что унизительный опыт общения с женщиной и офицером полиции мог дать ему идею создания персонажа как способ «поквитаться» с полицией и женщинами в тюрьме . Они предполагают, что он мог сконструировать (с помощью друзей, которые были экспертами в прикладной механике) какой-то аппарат для специальных ботинок с пружинным каблуком, и что он, возможно, практиковал технику огнедышки, чтобы усилить неестественный вид своей персонаж. Они также отмечают вышитый герб с буквой «W», замеченный мальчиком-слугой во время инцидента с Эшвортом, печально известное совпадение с территориальным обозначением его титула.
Действительно, в конце 1830-х годов маркиз Уотерфорд часто фигурировал в новостях за пьяные драки, жестокие шутки и вандализм, и, как говорили, он делал все ради пари; его нерегулярное поведение и его презрение к женщинам снискали ему прозвище «Безумный маркиз», и также известно, что он присутствовал в районе Лондона во время первых инцидентов с Джеком-прыгуном. На него также указывал как на преступника преподобный Брюэр в 1880 году, который засвидетельствовал, что лорд Уотерфорд «имел обыкновение развлекаться, нападая на путешественников врасплох, чтобы напугать их, и время от времени другие следовали его глупому примеру».
В новостях 1838 года упоминалось об «этой бурной аристократии» и его «ночных капризах в окрестностях Мелтона», и добавлялось, что его «имя во многих кругах воспринимается с таким же ужасом, как и имя самого прыгающего Джека».

## Спортсмен
Лорд Уотерфорд был заядлым наездником, и в 1840 году он участвовал в соревнованиях по бегу с препятствиями на двух лошадях, которые сегодня считаются самыми известными скачками в мире. Уотерфорд сам решил оседлать одну из лошадей, The Sea, но был отправлен на поле из тринадцати бегунов как совершенно не задумываемый аутсайдер. Журналисты отметили, что на одном из этапов соревнований в четыре с половиной мили «The Sea» отставало от лидеров почти на полмили, но Уотерфорд настоял на своем и завершил трассу, финишировав последней из четырех и завершив её.

## Брак, смерть и наследство

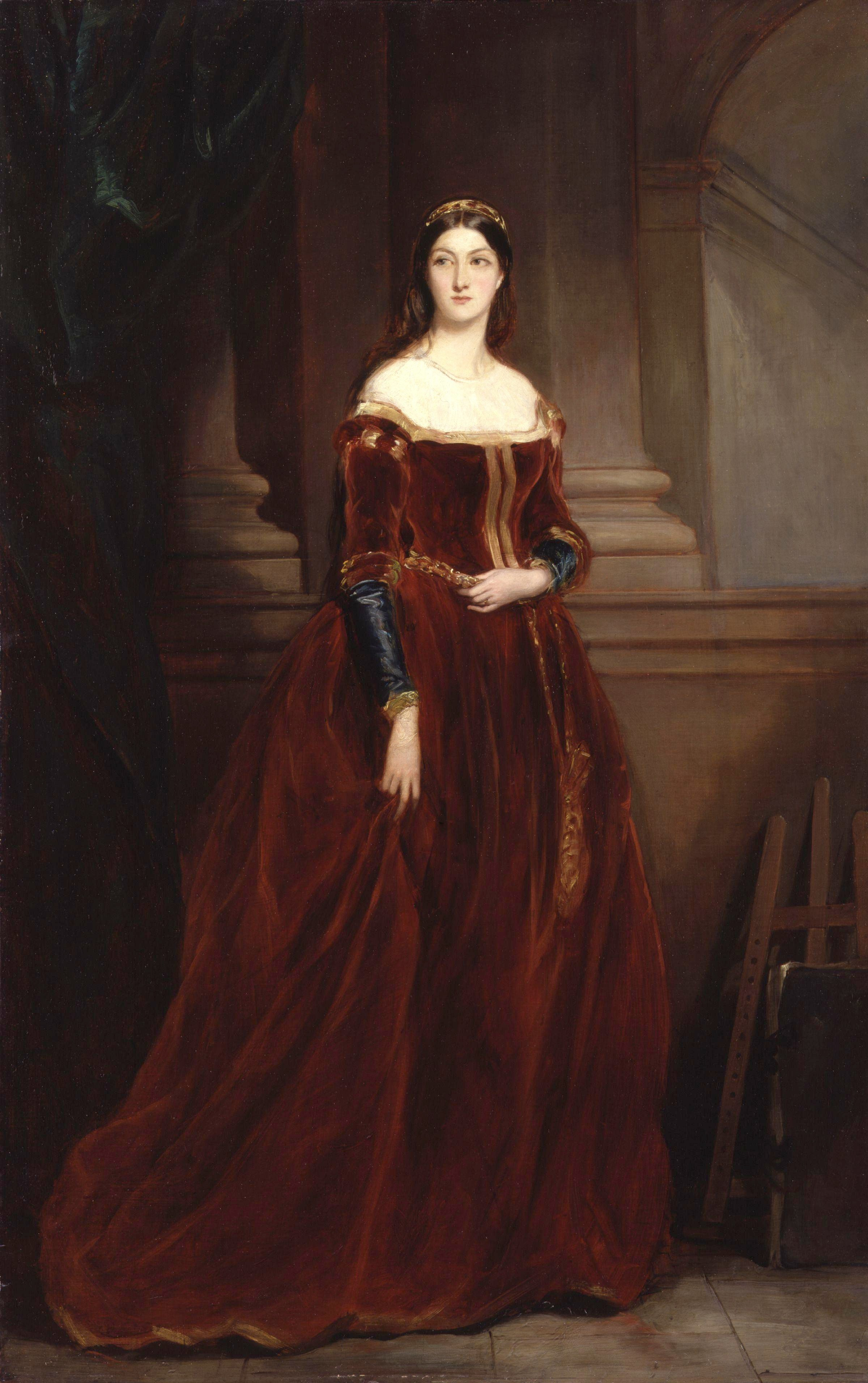
Луиза Стюарт (1818—1891), супруга 3-го маркиза Уотерфорда, портрет Фрэнсиса Гранта, 1859 год

8 июня 1842 года лорд Уотерфорд женился на Луизе Стюарт (14 апреля 1818 — 12 мая 1891), младшей дочери Чарльза Стюарта, 1-го барона Стюарта де Ротсей (1779—1845), и поселился в Каррагмор-хаус в Ирландии, где, как сообщается, вел образцовый образ жизни, пока не умер в результате несчастного случая на лошади в 1859 году. Джек-прыгун оставался предположительно активным в течение десятилетий после этого, что приводит вышеупомянутых современных исследователей к тому же выводу, что и Брюэр: Уотерфорд вполне мог быть ответственен за первые атаки, в то время как другие шутники, которые иногда подражали ему, продолжали выполнять эту задачу.
После гибели бездетного Генри Бересфорда, 3-го маркиза Уотерфорда, ему наследовал его младший брат, Джон Бересфорд, 4-й маркиз Уотерфорд (1814—1866).